# Ambassade de Guinée en Guinée équatoriale
L'ambassade de Guinée en Guinée équatoriale est la mission diplomatique officielle de la république de Guinée en République de Guinée équatoriale, située à Malabo.

## Liste des ambassadeurs
| N° | Nom et prénoms           | titre de fonction   | Début            | Fin              |
| -- | ------------------------ | ------------------- | ---------------- | ---------------- |
| 01 | Saïkhou Até Doumbouya    | ambassadeur         |                  | 4 février 2022   |
| 02 | Boubacar Atigou Barry    | Chargé des affaires | 9 février 2022   | 25 décembre 2024 |
| 03 | Ansoumane Camara (Bafoé) | ambassadeur         | 25 décembre 2024 | En cours         |

## Voir également
- Relations Guinée équatoriale-Guinée
- Liste des missions diplomatiques en Guinée équatoriale
- Liste des missions diplomatiques de la Guinée

## Liens
- https://www.embassypages.com/guinee-ambassade-teheran-iran